# Municipio de South River (Carolina del Norte)
El municipio de South River (en inglés: South River Township) es un municipio ubicado en el  condado de Sampson en el estado estadounidense de Carolina del Norte. En el año 2010 tenía una población de 1.748 habitantes.

## Geografía
El municipio de South River se encuentra ubicado en las coordenadas 34°47′33.61″N 78°23′11.01″O / 34.7926694, -78.3863917.